# اکول تالوکا
اکول تالوکا (به انگلیسی: Akole taluka) یک سکونتگاه مسکونی در هند است که در مهاراشترا واقع شده‌است.

## خصوصیات
اکول تالوکا ۱٬۵۰۵٫۰۸ کیلومترمربع مساحت و ۲۷٬۱٬۷۱۹ نفر جمعیت دارد.